# Phytomyza kareliensis
Phytomyza kareliensis este o specie de muște din genul Phytomyza, familia Agromyzidae, descrisă de Spencer în anul 1976. Conform Catalogue of Life specia Phytomyza kareliensis nu are subspecii cunoscute.